# Bohuslav Balbín
Bohuslav Ludvík Balbín (latin: Boleslaus Balbinus), född 3 eller 4 december 1621 i Hradec Králové, Böhmen, död 28 eller 29 november 1688 i Prag, var en tjeckisk jesuit och historiker.
Han utgav främst arbeten om sitt hemlands historia, Epitome rerum bohemicarum. Hans försvar av de slaviska språken på 1670-talet i Dissertatio apologetica pro lingua slavonica, præcipie bohemica fick stor betydelse för den tjeckiska nationalkänslan.